# Pakt o nieagresji
Pakt o nieagresji – umowa międzynarodowa, w której państwa zobowiązują się do przestrzegania pokoju między nimi i nie dążenia do wojny. Wielostronnym paktem nieagresji był pakt reński, z obecnie obowiązujących charakter ten mają pakt Brianda-Kellogga i Karta Narodów Zjednoczonych.